# Trait (liturgie)
Pour les articles homonymes, voir Trait.
Le trait est un genre du chant grégorien. Celui-ci est réservé, à la place de l'alléluia, principalement aux dimanches de carême.
Selon des spécialistes, son origine serait vraiment ancienne et se trouverait dans les premiers siècles du christianisme.

## Terme
Le mot est issu du terme latin tractus, mais plus précisément, psalmus tractus, qui signifie « psaume chanté en tant qu'un trait (uno tractu) ». 
Cette origine exprime aisément la raison pour laquelle le trait est étroitement lié au psaume. Le texte du trait demeure presque toujours un extrait du psaume. Il s'agit surtout d'un psaume quasiment entier, lors des célébrations du premier dimanche de Carême, ainsi que du dimanche des Rameaux.
Le terme indique également le style de ce chant. Directement tiré du texte biblique, il s'agit d'un chant sans refrain, sans reprises jusqu'à la fin (in directum en latin).

## Histoire

### Origine vraisemblable
Si leur mélodie ne possède aucune continuité, quelques musicologues cherchent l'origine du trait dans les premiers siècles du christianisme, avant que l'antienne ait été importée d'Antioche au IVe siècle. Il est vrai qu'aux premiers trois siècles, il n'existait que les chants du psaume en grec auprès de l'Église en Occident, exécutés par soliste. Donc, il s'agissait, d'après ces musicologues, des textes du psaume, avant que l'alléluia n'en remplacent. On considère que le répons était le premier chant après la lecture de la Parole de Dieu ainsi que le seconde était le trait, selon cette hypothèse. Les textes actuels des traits ne seraient autres qu'une mémoire de ces chants anciens. À cette époque-là, il n'existe donc aucun lien avec le Carême.
Dom Daniel Saulnier auprès de l'abbaye Saint-Pierre de Solesmes soutenait cette origine. Au IVe siècle, saint Ambroise de Milan bouleversa la tradition du chant liturgique en Occident, avec ses hymnes versifiées et sa propre psalmodie en refrain. À la suite de cette adoption issue de la liturgie byzantine, la psalmodie in directum (sans refrain) devint de plus en plus hors d'usage à cette époque-là. Seulement durant le Carême, les deux chants in directum, répons graduel et trait, se conservaient continuellement lors des deux lectures.
Ces études récentes sont en train de renouveler la connaissance concernant le trait. Certes, il est indiscutable que saint Grégoire Ier ait fait chanter l'alléluia, initialement réservé à Pâques, même après Pentecôte et donc toute l'année, d'après sa lettre expédiée à l'évêque de Syracuse en 598. D'où, on considérait traditionnellement que des traits remplacèrent plus tardivement l'alléluia, afin de respecter le Carême en toute sérénité. Toutefois, c'était notamment Dom Jean Claire à l'abbaye Saint-Pierre de Solesmes qui s’intéressait de la liturgie du Carême, en trouvant la particularité des chants liturgiques réservés à ces semaines.

### Lien étroit avec le Carême, surtout la semaine Sainte
L'usage de trait à partir du dimanche de la quadragésime s'expliquait d'ailleurs dans un commentaire d'une œuvre de Amalaire de Metz († 850) :
« Chez nous (en Occident), on ne chante pas l’alléluia pendant ce temps (les soixante-dix jours avant Pâques), ni l’hymne si doux des anges Gloria in excelsis Deo, mais le trait à la place. « Trait » (tractus) vient de « traîner » (trahere). C’est de ce « trait » que l’apôtre Paul nous inculque le sentiment lorsqu’il écrit : « (Nous nous recommandons comme les ministres de Dieu) dans la patience, dans la suavité » (2 Co 6, 6). Car le trait se prolonge et il est suave à l’oreille. »
C'était exactement à ce IXe siècle que l'on rétablit les chants du soliste sans refrain y compris le trait remplaçant l'alléluia et réservé au Carême, mais dans le répertoire du chant grégorien, nouveau chant romain. (Il est possible que le trait fût chanté en alternance par deux solistes, jusqu'à l'époque carolingienne.) Car la composition de ce dernier favorisait fortement la forme en prose, toujours fidèle aux textes sacrés : le texte demeure premier, la mélodie secondaire.   
Au regard de la semaine Sainte, cette attribution du trait aussi était effectivement ancienne. Ainsi, le trait Qui habitat (psaume 91 (90)) réservé au vendredi Saint se trouve dans des manuscrits du chant vieux-romain, chant officiel du Vatican jusqu'au début du XIIIe siècle (manuscrits Vatican latin 5319 et Archives de Saint-Pierre F22). Cet emploi était également habituel dans la tradition du chant de Bénéventin, de même disparu. Il s'agissait donc d'une pratique liturgique à Rome et alentour. De fait, plusieurs traits étaient réservés à cette semaine dans quelques manuscrits, tel les psaumes Domine audivi, Eripe me. D'ailleurs, rappelons que le trait Qui habitat se consacre actuellement au premier dimanche du Carême, à la place du vendredi Saint.

## Fonction
Ce chant est toujours exécuté, durant le Carême, entre la deuxième lecture et l'Évangile, le dimanche et lors des célébrations solennelles, en remplaçant l'alléluia.  

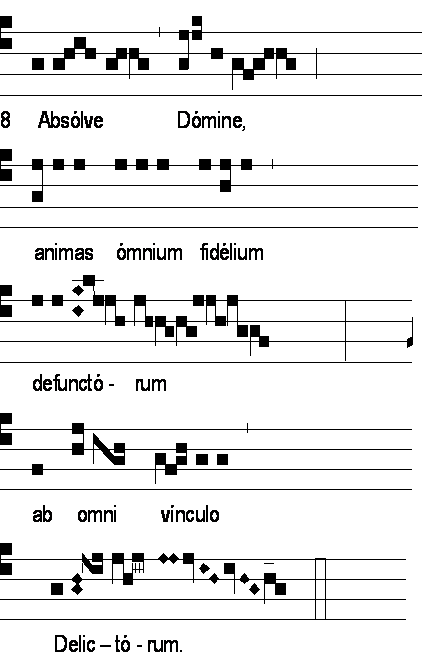
Trait Absolve, Domine en grégorien. L'ambitus entre les fa et do est quasiment respecté.

Il existe un cas particulier dans la messe de Requiem. Le trait Absolve, Domine suit le répons graduel Requiem æternam. En effet, dans les premières histoires de la liturgie chrétienne, le trait se distinguait du graduel en cela qu'un soliste l'exécutait en entier sans que l'Assemblée intervienne. Il est probable que cette succession des deux chants aussi est une trace de la pratique archaïque.

## Le trait grégorien
Si le texte du trait est directement issu du psaume, sa mélodie attribuée est, dans l'optique de remplacer le jubilus de l'alléluia, très ornée et mélismatique, à l'exception des chants les plus anciens. Les pièces sont, en effet tel le jubilus, réservées aux chantres, solistes virtuoses. Seul le soliste ou de petit groupes de solistes est capable d'exécuter ces pièces. De surcroît, il y existe une trace de développement mélodique très raffinée que la musique tardive et écrite ne peut pas indiquer. 
Le répertoire grégorien comporte une centaine de traits : pour les messes du carême, les messes du sanctoral de cette période, et les messes du commun. Certains ne restaient cependant que des chants de la liturgie locale.

### Traits grégoriens consacrés au Carême
La distribution des traits variait parfois selon l'époque et la région.
- (dimanche de la sexagésime : voir ci-dessous, deuxième dimanche de Carême)
- (dimanche de la quinquagésime : Jubirate Domino[wp 2] (mode VIII) texte intégral (psaume 100 (99)) [écouter en ligne])

1. dimanche de la quadragésime : Qui habitat  (mode II) texte intégral (psaume 91 (90)) [écouter en ligne] ;
Ce trait était anciennement réservé au vendredi Saint, à Rome et alentour, notamment dans le chant vieux-romain.
2. deuxième dimanche de Carême : Commovisti, Domine[sg04 2] (mode VIII) texte intégral (psaume 59) [écouter en ligne]
Il est probable que ce dimanche manquait initialement de trait, en raison des Quatre-Temps sans messe. Donc, il semble que le trait Commovisti, Domine fût d'abord celui du dimanche de la sexagésime, 14 jour avant le premier dimanche de Carême[sg04 2].
3. troisième dimanche de Carême : Ad te levavi[13] (mode VIII) texte intégral (psaume 123 (122)) [écouter en ligne]
Tout comme le trait suivant Qui confidunt, ce texte est issu d'un psaume graduel.
4. quatrième dimanche de Carême (dimanche de Lætare) : Qui confidunt[sg04 2] (mode VIII) texte intégral (psaume 125 (124)) [écouter en ligne]
Ce dimanche, une pause au milieu de Carême, possède une caractéristique particulière. Au regard du texte, il s'agit d'un des psaumes graduels (de 119 à 133). Ces psaumes se distinguent de sa fonction : le terme latin gradus signifie marche, degré[14] ; il s'agit des pèlerinages vers Jérusalem, montrant vers les degrés (c'est l'origine du mot répons graduel) ; l'usage de ce psaume demeure donc effectivement symbolique, et aisément adapté au pèlerinage de Jésus-Christ avec ses disciples vers Jérusalem, avant sa Passion.
5. dimanche de la Passion : Sæpe expugnaverunt me (mode VIII) texte intégral (psaume 129 (128)) [écouter en ligne]
De même, il s'agit d'un psaume graduel.
6. dimanche des Rameaux : Deus, Deus meus (mode II) texte intégral (psaume 22 (21)) [écouter en ligne]
En comparaison d'autres traits, celui-ci possède une forte caractéristique de la cantillation, à savoir, une transition de la psalmodie au chant mélodique[sg04 1]. Au regard du texte, il ne s'agit autre que le dit psaume de la Passion.

Le trait se distingue de nombreux versets. Ceux du mode VIII possèdent normalement 5 versets environ alors que les 3 principaux traits en mode II, considérés plus anciens, restent plus longs. Le Deus Deus meus se construit en effet de 14 versets tandis que le Qui habitat possède 13 versets. L'Eripe me, Domine aussi compte 11 versets et est également plus long que les traits en mode VIII.
Les traits en mode II sont surtout réservés aux dimanches de Carême les plus importants.

### Caractéristiques
Une caractéristique particulière du trait se trouve dans ses modes, qui sont très limités, en comparaison d'autres genres grégoriens. Dans les manuscrits les plus anciens, on compte 3 traits du psaume en mode II (Qui habitat, Deus, Deus meus et Eripe me) ainsi que 11 traits psalmodiques en mode VIII. Il faut ajouter d'autres œuvres également très anciennes et importantes à ce répertoire : 4 cantica (cantiques) en mode VIII consacrés à la vigile pascale ainsi que 3 traits en mode II rassemblés aux répons graduels. Il n'existe donc que les deux modes.    
Il existe une autre ancienneté. Au regard de l'ambitus, il est rare qu'un trait dépasse six degrés, plus précisément, l'élan est normalement limité entre les fa et do (voir aussi la notation de l'Absolve, Domine au-dessus) :
- ambitus du trait typique : fa - sol - la - si ½ do
- ambitus du mode VIII : ré - mi ½ fa - sol - la -  si ½ do - ré
- ambitus du mode II : la - si ½ do - ré - mi ½ fa - sol - la

D'où, la couleur des traits en mode II est différente de celle des traits en mode VIII. Et, la plupart des traits ont tendance à éviter le demi-ton (à savoir si - do), à l'exception de leur sommet mélodique. D'ailleurs, il est compréhensible que certains traits puissent être classifiés en tant que mode VII :
- ambitus du mode VII : sol - la - si ½ do - ré - mi ½ fa - sol.

#### Traits en mode II
Considérés comme traits plus anciens, ceux du mode II possèdent une caractéristique commune, malgré leurs diversité et richesse musicales. Ceux-ci se composent en général en quatre sections avec une succession identique de cadences : ré - do - fa - ré. Les compositeurs profitaient de même des formules mélodiques, s'il n'est pas facile à en entendre. Ainsi, le Deus Deus meus se compose de quatre types de formule, par exemple ré - do - ré - do - la - do - ré - do - ré - mi - ré (formule A) ou fa - fa ½  mi - ré - mi - mi - ré (formule B). On y retrouve cependant toujours un leitmotiv ré - mi - mi - ré.
Parmi eux, les trois traits, déjà mentionnés, demeurent toujours les plus importants : Qui habitat, Deus, Deus meus ainsi que Eripe me.
Dans ce trait Deus Deus meus, chaque verset contient une structure si riche et développée. Il se commence avec une formule de départ, suivie de la ponctuation du verset au milieu, puis de la formule de ré-intonation sauf si le texte est trop court, avant d'arriver à la cadence. Cette pièce conserve particulièrement la trace du chant archaïque, notamment une structure hébraïque, jamais trouvée ailleurs.
Il est évident que le répertoire du chant grégorien succéda à celui du chant vieux-romain. En effet, l'Eripe me se trouve dans le cantatorium de Saint-Gall, folio 98 avec l'abréviation TR. Il s'agit du manuscrit grégorien le plus correct et le plus ancien (vers 922 - 925), réservé aux solistes. La qualité de cette notation demeure exceptionnelle :
- Trait Eripe me, Domine en grégorien : [manuscrit en ligne]

Le trait conservait encore 11 versets selon ce manuscrit, au lieu de 13 d'après le psaume 140 (139). D'après Amalaire, celui-ci fut composé plus tardivement que les deux autres. Il est probable qu'il avait raison. Cette notation du cantatorium indique un chant plus développé duquel la finesse d'articulation est immensément précisée grâce aux neumes sangalliens.

#### Caractères descantica
Les quatre cantica de la vigile pascale, classifiés en tant que traits, aussi possèdent leurs caractéristiques particulières.
Concernant les trois premiers, il s'agit quasiment de lectures chantées (lectiones cum canticum), en dépit de leur musicalité. Le quatrième Sicut cervus s'accompagne de la procession aux fonts baptismaux,.
Le premier trait, Cantemus Domino (cantique de Moïse après le passage de la mer Rouge), se distingue surtout de sa richesse musicale, par exemple, avec trois teneurs, do, sol et si. Sa composition peut être attribuée au VIIIe siècle et possède une formule que l'on n'entend jamais ailleurs. En effet, cette pièce a pour particularité d'assimiler le mode romain et le mode gallican.
Tels d'autres traits en mode VIII et au contraire de ceux du mode II, ces œuvres ne restent plus dans la succession formulée de cadences. Leur composition bénéficiait de plus de liberté et de diversité.

#### Trois pièces particulières
Dans les manuscrits les plus anciens, il existe trois chants spéciaux en mode II, classifiés soit comme répons graduels soit comme traits. Leur composition indique que le premier verset pourrait être chanté en tant que refrain, après chaque verset. Il semble que, grâce à cet emploi, il y ait un bon effet musical entre les cadences.

### Dictionnaire en ligne
- Robert Le Gall, Dictionnaire de liturgie : Trait
- Informations lexicographiques et étymologiques de « Trait »  dans le Trésor de la langue française informatisé, sur le site du Centre national de ressources textuelles et lexicales

### Liste des traits
- 59 traits ainsi que cantica selon le site de l'Académie de chant grégorien :

### Vidéo en ligne
- Les traits du Carême en chant grégorien sur YouTube : [écouter en ligne]